# Agenția Havas a României
Agenția Havas a României a fost o sucursală în București a agenției franceze de presă „Havas”. A fost prima agenție de presă care a funcționat, între 1879 și 1888, în România.